# Grażyna Nowak-Starz
Grażyna Nowak-Starz (ur. 15 czerwca 1958) – polska pielęgniarka i pedagożka, profesor nauk medycznych i nauk o zdrowiu.

## Życiorys
Córka Adama. W 1983 ukończyła studia pielęgniarskie w Akademii Medycznej im. prof. Feliksa Skubiszewskiego w Lublinie. W 1992 doktoryzowała się na podstawie pracy zatytułowanej Przystosowanie szkolne uczniów z zaburzeniami mowy, której promotorem był Waldemar Dutkiewicz. W 2008 habilitowała się na Uniwersytecie Katolickim w Rużomberku, przedstawiwszy pracę pt. Zagrożenia rozwoju społecznego oraz zdrowia dzieci w Polsce i ich szkolne przystosowanie. W 2024 uzyskała tytuł profesora nauk medycznych i nauk o zdrowiu.  
Została pracowniczką naukową w Szkole Wyższej im. Bogdana Jańskiego w Warszawie, w Wszechnicy Świętokrzyskiej w Kielcach, na Uniwersytecie Jana Kochanowskiego w Kielcach (od 1985; pełniła funkcje prodziekan i dyrektorki tamże) oraz w Wyższej Szkole Ekonomii i Prawa im. prof. Edwarda Lipińskiego.

## Odznaczenia i wyróżnienia
- Nagrody Naukowe Rektora (1993–2011, 2015)
- Srebrny Krzyż Zasługi (1999)[4]
- Medal Komisji Edukacji Narodowej (2004)
- Medal 40-lecia Wydziału Pielęgniarstwa i Nauk o Zdrowiu Uniwersytetu Medycznego w Lublinie (2009)
- Medal 40-lecia Uniwersytetu Humanistyczno-Przyrodniczego Jana Kochanowskiego w Kielcach (2010)
- Złoty Krzyż Zasługi (2013)[7]